# Uromastycinae
Uromastycinae hay Uromasticinae là một phân họ bò sát trong họ Nhông (Agamidae), bao gồm 2 chi với khoảng 18 loài, sinh sống tại châu Phi và Nam Á.
- Saara: Khoảng 3 loài.
- Uromastyx: Khoảng 15 loài.